# Ректор (Арканзас)
Ректор (енгл. Rector) град је у америчкој савезној држави Арканзас.

## Демографија
По попису из 2010. године број становника је 1.977, што је 40 (-2,0%) становника мање него 2000. године.
| Група             | 2000.         | 2010.         |
| Белци             | 1.967 (97,5%) | 1.907 (96,5%) |
| Афроамериканци    | 0 (0,0%)      | 3 (0,2%)      |
| Азијати           | 4 (0,2%)      | 2 (0,1%)      |
| Хиспаноамериканци | 18 (0,9%)     | 43 (2,2%)     |
| Укупно            | 2.017         | 1.977         |